# Francis Seymour, I barón Seymour de Trowbridge
Francis Seymour, I barón Seymour de Trowbridge (c. 1590-12 de julio de 1664) fue un político inglés en la Cámara de los Comunes de 1621 a 1641, cuando fue nombrado par. Apoyó a los realistas en la guerra civil inglesa.

## Orígenes
Seymour fue el tercer hijo de Edward Seymour, Lord Beauchamp (m. 1612), hijo mayor y heredero aparente de Edward Seymour, I conde de Hertford (1539–1621) (hijo de Edward Seymour, I duque de Somerset, Lord Protector de Inglaterra), y de Honora Rogers, hija de Sir Richard Rogers de Bryanstone, Dorset.
Su hermano mayor, William Seymour, II conde de Hertford (1587–1660), fue también un comandante realista en la Guerra Civil, lo que le ganí el título de marqués de Hertford en 1640 y la restitución del ducado de Somerset y la baronía Seymour tras la Restauración (1660); ambos títulos habían sido despojados a su bisabuelo, el I duque de Somerset.

## Carrera
En junio de 1611, fue acusado de colaborar en la huida de su hermano William y su esposa, Arabella Estuardo, pero defendió su inocencia. El 23 de octubre de 1613, fue nombrado caballero en Royston por Jacobo I. En el año anterior, su abuelo le había traspasado la mansión de "Puriton with Downend", Somerset, anteriormente propiedad de su bisabuelo.

## Carrera parlamentaria
En 1621, Seymour  fue elegido miembro del parlamento por Wiltshire.¡; en mayo dispuso penalidades severas contra Edward Floyd. En 1624, fue elegido miembro por Marlborough; desde cuya posición trató la guerra con España y protestó sobre las operaciones en Europa continental y enviar un ejército al Palatinado. En 1625, de nuevo volvió a ser elegido por Wiltshire; desde donde propuso limitar el dinero que necesitaba Carlos I a un subsidio y un porcentaje el 30 de julio, mismo mes en que se negó a apoyar a Bukingham en su ataque al Guardián del sello; en agosto, reprochó la conducto del gobierno en la guerra continental y la venta de cargos fue reelegido en 1626, pero se le nombró Sheriff de Wiltshire para que no ocupase el puesto; el siguiente julio su nombre formó parate de la comisión por la paz. A partir de entonces, se adhirió a la política moderada de Wentworth. En 1628, él fue elegido miembro del parlamento tanto en Wiltshire como en Marlboroughm, eligiendo la primera; desde este puesto, el 29 de abril, trató de editar la Ley de Libertades de los Comunes con Noy y Digges, y apoyó La ley del Habeas Corpus de Wentworth; este último le ayudó a defender, contra Elliot, un comité de las dos cámaras de Petición del Derecho.
En mayo de 1639, Seymour se negó a pagar al ship-money, y el marzo del año siguiente volvió a ser elegido como miembro del Parlamento corto; en este se opuso a que se pagasen los impuestos exigidos por el rey hasta que compensase económicamente sus agravios, comparando tales asuntos con "la esclavitud de los israelitas en Egipto ". En noviembre de 1640 , fue elegido como miembro por Marlborough para el Paralemento Largo. El 19 de febrero de 1641, se le nombró barón Seymour de Trowbridge, unos años más tarde su hermano se convierte en el marqués de Hertford; de modo que Seymour pasó a formar parte de la Cámara de los Lores, donde quiso votar contra Wentworh, aunque no se le permitió por no ser un Lord cuando se formó la acusación de esos cargos.

## Guerra civil
En junio de 1642, Seymour firmó la declaración de que el rey no tenía intención de ir a la guerra. Siguió a Carlos I a York, ofreciendo veinte caballos a la causa, por lo que el Parlamento le declaró delincuente. En otoño, fue con su hermano al West Country para organizar  el ejército realista y suprimir la milicia parlamentario; en septiembre cruzó el Canal de Brístol hasta Glamorganshire. En diciembre de 1643, firmó carta de los pares al Consejo de Escocia, protestando contra la invitación del parlamento para que los escoceses invadiesen Inglaterra. A principios de 1645, era parte de una comisión por la defensa y gobierno de Oxford, así como los condados colindantes. En febrero, fue uno de los comisionarios que trataron de dialogar en Uxbridge, y en mayo de le nombró Canciller del Ducado de Lancaster. Estaba en Oxford cuando se rindió el 22 junio, se le multó con £3,725 por el comité competente. El 7 de octubre de 1647, acudió a un concilio en Hampton Court, pero no tomó partido alguno.

## Restauración
Tras la Restauración, se le volvió a nombrar Canciller del Ducado de Lancaster, que ocupó de 1660 a 1664.

## Matrimonio e hijos
Sermour se casó en 1620 con Frances Prinne (m. antes de 1635), hija de Sir Gilbert Prinne, con quien tuvo a Charles, II barón Seymour de Trowbridge y a Frances, casada con Sir William Ducie.  Una vez viudo, en 1635, se casó con Catherine Lee, hija de Sir Robert Lee y Anne Lowe.

## Muerte y entierro
Seymour murió en 1664, con setenta y cuatro años. Fue enterreado en el presbiterio de la iglesia de Bedwyn Magna, la principal iglesia del asentamiento ancestral de los Seymour, Wulfhall.